# UEFA-CONMEBOL Club Challenge 2023
La UEFA-CONMEBOL Club Challenge 2023 è stata la prima edizione del trofeo riservato alle squadre vincitrici della UEFA Europa League e della Coppa Sudamericana. Ad affrontarsi sono stati gli spagnoli del Siviglia, campioni della UEFA Europa League 2022-2023, e gli ecuadoriani dell'Independiente del Valle, campioni della Coppa Sudamericana 2022. La finale si è disputata il 19 luglio 2023 allo stadio Ramón Sánchez-Pizjuán di Siviglia, in Spagna.
L'edizione inaugurale è stata intitolata "Antonio Puerta XII", in memoria del calciatore spagnolo Antonio Puerta, morto prematuramente nel 2007. Ad aggiudicarsela sono stati  gli spagnoli del Siviglia per 4-1 ai tiri di rigore dopo l'1-1 dei tempi regolamentari.
La UEFA ha definito la competizione come amichevole, sebbene nel 2024 abbia menzionato i vincitori della prima edizione, il Siviglia, tra i vincitori delle competizioni confederali della stagione 2023-2024.

## Le squadre
| Squadre                 | Qualificazione                               |
| ----------------------- | -------------------------------------------- |
| Siviglia                | Vincitore della UEFA Europa League 2022-2023 |
| Independiente del Valle | Vincitore della Coppa Sudamericana 2022      |

## Tabellino
| Arbitro: | Rade Obrenović |

|                             |                      |                        |
| P. Ortiz 90+1’              | Marcatori            | 10’ Díaz               |
| Jordán Romero Idrissi Gómez | Tiri di rigore 4 – 1 | Faravelli Hoyos Moreno |

| Siviglia | Independiente del Valle |

| P                    | 1  | Marko Dmitrović  |  |     |
| D                    | 35 | Juanlu Sánchez   |  |     |
| D                    | 14 | Tanguy Nianzou   |  |     |
| D                    | 37 | Kike Salas       |  |     |
| D                    | 3  | Adrià Pedrosa    |  | 65’ |
| C                    | 8  | Joan Jordán      |  |     |
| C                    | 38 | Manu Bueno       |  | 77’ |
| C                    | 7  | Suso             |  | 60’ |
| C                    | 24 | Alejandro Gómez  |  |     |
| C                    | 21 | Óliver Torres    |  |     |
| A                    | 41 | Isaac Romero     |  | 77’ |
| A disposizione:      |    |                  |  |     |
| P                    | 31 | Alberto Flores   |  |     |
| P                    | 33 | Matías Árbol     |  |     |
| D                    | 2  | Gonzalo Montiel  |  |     |
| D                    | 18 | Federico Gattoni |  | 65’ |
| C                    | 32 | Pedro Ortiz      |  | 77’ |
| A                    | 36 | Iván Romero      |  | 77’ |
| A                    | 28 | Oussama Idrissi  |  | 60’ |
| Allenatore:          |    |                  |  |     |
| José Luis Mendilibar |    |                  |  |     |

| P               | 1  | Wellington Ramírez   | 90’ |     |
| D               | 14 | Mateo Carabajal      |     |     |
| D               | 80 | Joao Ortiz           |     |     |
| D               | 2  | Agustín García Basso |     |     |
| C               | 13 | Matías Fernández     |     |     |
| C               | 9  | Kevin Rodríguez      |     | 72’ |
| C               | 16 | Cristian Pellerano   |     | 83’ |
| C               | 8  | Lorenzo Faravelli    |     |     |
| A               | 7  | Jordy Alcívar        |     | 72’ |
| A               | 19 | Lautaro Díaz         |     | 46’ |
| A               | 10 | Junior Sornoza       | 44’ | 60’ |
| A disposizione: |    |                      |     |     |
| P               | 12 | Alexis Villa         |     |     |
| D               | 4  | Anthony Landázuri    |     | 72’ |
| D               | 6  | Carlos Sánchez       |     |     |
| D               | 15 | Beder Caicedo        |     | 83’ |
| D               | 17 | Gustavo Cortez       |     | 46’ |
| D               | 20 | Christian García     |     |     |
| C               | 31 | Danny Cabezas        |     |     |
| C               | 23 | Patrickson Delgado   |     |     |
| C               | 58 | Bryan García         |     |     |
| A               | 11 | Michael Hoyos        |     | 60’ |
| A               | 18 | Marcelo Moreno       |     | 72’ |
| Allenatore:     |    |                      |     |     |
| Martín Anselmi  |    |                      |     |     |

| Assistenti arbitrali: Tomaž Klančnik (Slovenia) Aleksandar Kasapovič (Slovenia) Quarto ufficiale: Simone Sozza (Italia) | Regole dell'incontro: - due tempi regolamentari da 45 minuti ciascuno; - tiri di rigore in caso di parità; inizialmente cinque per squadra, e a oltranza fino a spareggio in caso di ulteriore parità; - numero massimo di 23 giocatori per squadra a referto (11 in campo e 12 come potenziali sostituti); - sostituzioni illimitate. |